# Tomczyki (gmina Brąszewice)
Tomczyki – wieś w Polsce, położona w województwie łódzkim, w powiecie sieradzkim, w gminie Brąszewice.
W latach 1975–1998 miejscowość należała administracyjnie do województwa sieradzkiego.
Przez miejscowość przepływa rzeka Łużyca, dopływ Prosny.